# Жутобоки опосум
Жутобоки опосум (Monodelphis dimidiata) је врста сисара из породице опосума (Didelphidae) и истоименог реда Didelphimorphia.

## Распрострањење
Врста има станиште у Аргентини, Бразилу и Уругвају.

## Станиште
Жутобоки опосум има станиште на копну.

## Угроженост
Ова врста није угрожена, и наведена је као последња брига јер има широко распрострањење.

### Популациони тренд
Популација ове врсте се смањује, судећи по расположивим подацима.